# 聂桥镇
聂桥镇，是中华人民共和国江西省九江市德安县下辖的一个乡镇级行政单位。

## 行政区划
聂桥镇下辖以下地区：
夏家铺社区、聂桥村、柳田村、宝山村、永丰村、梓坊村和芦溪村。